# Aiguille de la Vanoise
L'Aiguille de la Vanoise (2.796 m s.l.m.) è una montagna del Massiccio della Vanoise nelle Alpi Graie. Si trova nel dipartimento della Savoia. La montagna è particolarmente conosciuta per la sua parete nord alta dai 300 ai 400 metri.

## Caratteristiche

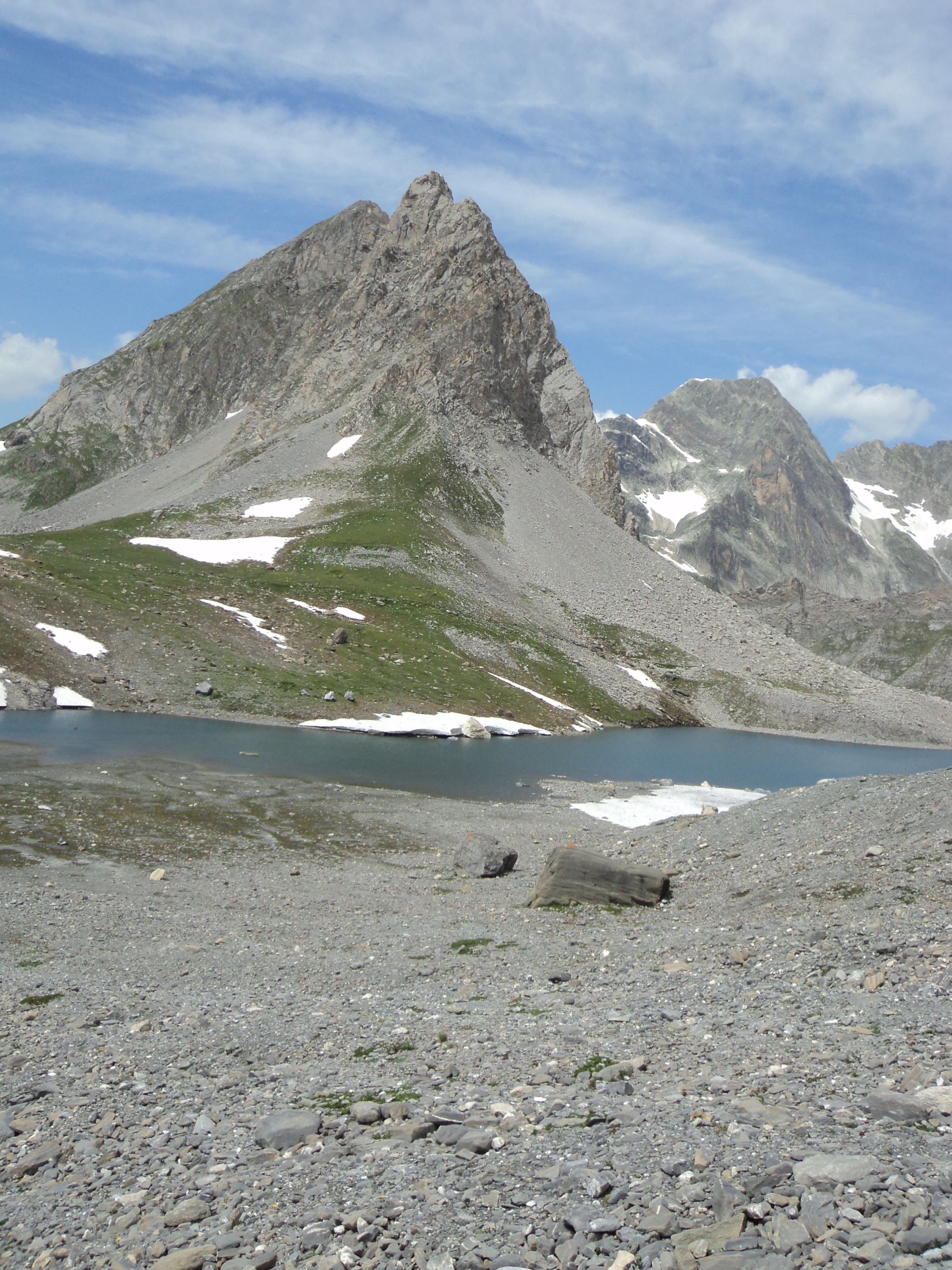
La montagna vista dalla morena del Ghiacciaio del Grand Couloir che sale alla Grande Casse.

La montagna si trova appena ad ovest del colle della Vanoise. Dalla vetta si ha un panorama particolare sulle Alpi della Vanoise e particolarmente sulla Grande Casse, la Pointe de la Réchasse, la Pointe du Dard e sui ghiacciai della Vanoise.

## Salita alla vetta
La prima salita risale al 12 settembre 1911 ad opera di Mlle Verney e M. Amiez.